# Kray-tvillingarna
Kray-tvillingarna (Ronald "Ronnie" Kray, född 24 oktober 1933, död 17 mars 1995 och Reginald "Reggie" Kray, född 24 oktober 1933, död 1 oktober 2000) var engelska gangstrar som ledde de största nätverken för organiserad brottslighet i östra London under 1950- och 1960-talen. Genom nätverket "the Firm" (Firman) var de inblandade i rån, mordbrand, beskyddarverksamhet, överfall och morden på Jack "the Hat" McVitie och George Cornell.